# Mieczki-Ziemaki
Mieczki-Ziemaki – wieś sołecka w Polsce położona w województwie mazowieckim, w powiecie ostrołęckim, w gminie Troszyn.
Wierni Kościoła rzymskokatolickiego należą do parafii św. Jana Chrzciciela w Piskach.

## Historia
W latach 1921 – 1939 wieś leżała w województwie białostockim, w powiecie łomżyńskim, w gminie Piski.
Według Powszechnego Spisu Ludności z 1921 roku wieś zamieszkiwało 117 osób w 22 budynkach mieszkalnych. Miejscowość należała do parafii rzymskokatolickiej w m. Czerwin. Podlegała pod Sąd Grodzki w Ostrołęce i Okręgowy w Łomży; właściwy urząd pocztowy mieścił się w Piskach.
W wyniku napaści ZSRR na Polskę we wrześniu 1939 miejscowość znalazła się pod okupacją sowiecką. Od czerwca 1941 roku pod okupacją niemiecką. Od 22 lipca 1941 do 1945 włączona w skład Landkreis Lomscha, Bezirk Bialystok III Rzeszy. W latach 1975–1998 miejscowość administracyjnie należała do województwa łomżyńskiego.